# Rhagoletis flavicincta
Rhagoletis flavicincta  (лат.) — вид двукрылых насекомых рода Rhagoletis из семейства пестрокрылок (Tephritidae). Европа, Средняя Азия (Казахстан, Таджикистан). Мелкие мухи (длина тела от 2,5 до 4 мм). Среднеспинка чёрная. На брюшке жёлтые перевязи по заднему краю тергитов. Повреждает плоды жимолости (Lonicera tatarica).